# Andrzej Biernat (historyk)
Andrzej Franciszek Biernat (ur. 24 maja 1949 w Warszawie) – polski historyk, archiwista, w 2011 i 2016 p.o. Naczelnego Dyrektora Archiwów Państwowych.

## Życiorys
Ukończył studia na Wydziale Historycznym Uniwersytetu Warszawskiego w 1972. Na tym samym wydziale uzyskał stopień doktora w 1979. Od 1972 jest pracownikiem Instytutu Historycznego UW. Pracuje jako adiunkt w Zakładzie Nauk Pomocniczych i Metodologii Historii.
W latach 1990–2001 był dyrektorem Centralnego Ośrodka Informacji Archiwalnej przy Naczelnej Dyrekcji Archiwów Państwowych, a następnie zastępcą naczelnego dyrektora, dyrektorem generalnym i ponownie zastępcą naczelnego dyrektora NDAP. Po śmierci Sławomira Radonia Minister Kultury i Dziedzictwa Narodowego 15 marca 2011 powierzył mu obowiązki naczelnego dyrektora Archiwów Państwowych. Funkcję tę sprawował do sierpnia 2011. 1 lutego 2016 ponownie powierzono mu obowiązki naczelnego dyrektora Archiwów Państwowych po odwołaniu Władysława Stępniaka. Pełnił je do 21 kwietnia 2016, kiedy Naczelnym Dyrektorem Archiwów Państwowych został Wojciech Woźniak. 1 lipca 2016 został odwołany ze stanowiska zastępcy naczelnego dyrektora.

## Wybrane publikacje
- Inskrypcje grobów polskich na cmentarzach w Paryżu, t. 1–3 (red.), Warszawa 1986–1991.
- Archiwa państwowe w Polsce. Przewodnik po zasobach (współoprac.), Warszawa 1998.
- Polacy pochowani na cmentarzu Montmartre oraz Saint-Vincent i Batignolles w Paryżu (współautor), Warszawa 1999.
- Vademecum do badań nad historią XIX i XX w. (wspólnie z Ireneuszem Ihnatowiczem), wyd. 2, Warszawa 2003.

## Nagrody i odznaczenia
- 2007: Nagroda m.st. Warszawy[2]
- Odznaka honorowa „Zasłużony dla Kultury Polskiej”[2]
- Odznaka „Zasłużony Działacz Kultury”[2]
- Za zasługi dla Archiwistyki Polskiej[2]
- Krzyż Kawalerski Orderu Odrodzenia Polski[2]